# Nemzeti bajnokság I 1921/1922
Devatenáctý ročník Nemzeti bajnokság I (1. maďarské fotbalové ligy) se konal za účasti nově dvanácti klubů, které byli v jedné skupině a hrály dvakrát každý s každým. 
Soutěž ovládl podeváté ve své klubové historii a posedmé za sebou MTK Budapešť. Nejlepším střelcem se stal již po osmé po sobě György Orth (26 branek), který hrál za MTK Budapešť.